# Giuliano Talmon
Giuliano Talmon (1935 circa – ...) è stato uno sciatore alpino italiano.

## Biografia
Sciatore polivalente originario di Canazei, in campo internazionale Giuliano Talmon debuttò in occasione del trofeo 3-Tre 1956 (Marmolada, 23-25 marzo), dove si classificò 26º nella discesa libera, 19º nello slalom gigante e 15º nello slalom speciale, e nella medesima competizione nel 1960 – sua ultima competizione internazionale – si piazzò 3º nello slalom gigante (Madonna di Campiglio, 12-14 febbraio); l'ultimo risultato della sua carriera agonistica fu la medaglia di bronzo nello slalom speciale vinta ai Campionati italiani 1961. Non prese parte a rassegne olimpiche o iridate.

## Palmarès

### Campionati italiani
- 1 medaglia[5]:
  - 1 bronzo (slalom speciale nel 1961)